# Danaea kalevala
Danaea kalevala ist eine Farnart aus der Familie Marattiaceae. Sie kommt endemisch in den Regenwäldern der Kleinen Antillen in der Karibik vor, unter anderem auf Saint Kitts, Guadeloupe, Dominica, Martinique, St. Vincent und Grenada.

## Name
Die Gattung Danaea ist nach der mythologischen Figur Danaë benannt. Das Epitheton „Kalevala“ wurde von dem niederländischen Botaniker Maarten Christenhusz zu Ehren seines Gastgeberlandes Finnland gewählt. Das Kalevala ist das finnische Volksepos.

## Merkmale

### Wurzeln und Stamm
Die Pflanzen sind bis zu 2 m große Farne mit radial angeordneten fleischigen Wurzeln mit polyarchem (vielstrahligem) Xylem. Die Wurzeln werden bis zu 15 cm dick. Die Wurzelhaare sind mehrzellig. Alle Organe sind von Schleimkanälen durchzogen.

### Blätter und Sporangien
Am Rhizom sitzt ein Bündel von Blattwedeln. Diese sind bis zu zwei Meter lang und einfach gefiedert. Die Blattfiedern sind an den Spitzen fein gezähnt. In der Jugend sind die Blätter eingerollt und haben am Grund ein großes, fleischiges Nebenblatt-Paar. Die Blätter sind ledrig. Das Xylem des Blattstiels ist polyzyklisch.
Sporangien sitzen auf der Blattunterseite. Es gibt also keine Trennung in sterile und fertile Blätter, es sind Sporotrophophylle. Die Sporangien sind isospor. Jedes Sporangium bildet 1000 bis 7000 Sporen.

### Gametophyt
Die Prothallien sind langlebig (bis mehrere Jahre) und haben endophytische Mykorrhizapilze. Im Gegensatz etwa zu den Psilotopsida sind sie aber grün und autotroph. Der Thallus ist mehrschichtig, lebermoosähnlich und von Anfang an flächig entwickelt. Die Antheridien und Archegonien sitzen an der Unterseite und sind eingesenkt.
Die Chromosomengrundzahl beträgt x = 40.

## Vorkommen
Danaea kalevala ist sehr selten. An der Typlokalität am Trace des Jésuites in Martinique wurden 2003 nur fünf Pflanzen gesichtet. Und obwohl die Art in den südlichen Teilen von Guadeloupe oft vorkommt, sind die Pflanzen von den anderen Inseln nur aus alten Sammlungen bekannt. Daher gilt die Art als gefährdet.
Die Art konnte bisher auch noch nicht kultiviert werden, weil ihre Wachstumsvoraussetzungen noch nicht bekannt sind.
Die nächsten verwandten Arten sind Ptisana purpurascens von Ascension und Ptisana salicina aus Neuseeland.